# 안토니오 베나리보
안토니오 베나리보(이탈리아어: Antonio Benarrivo anˈtɔːnjo benarˈriːvo[*], 1968년 8월 21일, 풀리아 주 브린디시 ~)는 이탈리아의 전직 프로 축구 선수로, 현역 시절 수비수로 활약했다. 1990년대에 당대 정상급 측면 수비수로 정평이 난 베나리보는 역동적인 공격형 측면 수비수로 양쪽 모두 맡을 수 있었다. 브린디시에서 1986년에 신고식을 치른 그는 1989년에 파도바로 이적했다. 그는 1991년에 입단한 파르마 시절에 기량이 만개했다. 그는 파르마 소속으로 몇 차례 국내 및 유럽대항전 우승을 거머쥐었고, 세리에 A 및 유럽대항전 구단 역대 최다 출전 기록을 세웠다.
국가대항전에서, 베나리보는 이탈리아 국가대표팀 일원으로 1994년 월드컵에 참가해 결승전까지 올라갔다.

## 클럽 경력
베나리보는 고향의 브린디시에서 신고식을 치렀는데, 첫 해인 1986-87 시즌에는 세리에 C1에 속해 있었다. 풀리아 주 연고 구단에서 3년을 활약하던 그는 세리에 B의 파도바로 이적해 2년을 활약하며 보다 큰 규모의 이탈리아 구단으로부터 제의를 받았다.
1991년, 베나리보는 네비오 스칼라 감독이 이끄는 파르마로 이적했다. 이적 첫 시즌에, 그는 세리에 A 첫 경기에 출전했고, 소속 구단의 첫 UEFA컵 진출에 일조했다. 그는 에밀리아 연고 구단의 주축 선수로 거듭나 향후 10년동안 국내 및 유럽대항전 선전으로 장식했다. 그는 1부 리그 1년차에 코파 이탈리아를 우승했고, 이듬해에는 유러피언 컵위너스컵 정상을 밟았다. 그는 그 다음해에도 결승전에 올라 2년 연속 대회 정상을 노렸지만, 준우승에 머물렀지만, 1993년에 유러피언 슈퍼컵 우승을 달성했다.
파르마에서의 성공신화는 1994-95 시즌에 UEFA컵을 우승하면서 방점을 찍었고, 같은 해 코파 이탈리아도 석권했지만, 세리에 A 정상을 밟지 못했다. 그러나, 파르마는 이 시기 동안에 한 차례씩은 리그 선두를 달리기도 했지만, 리그 최종 승자가 된 밀란과 유벤투스의 꾸준함을 이어나가지 못했고, 리그에서 최고 성적을 거둔 것은 1996-97 시즌에 준우승을 거두고 챔피언스리그 진출권을 손에 넣었을 때였다. 1994-95 시즌에는 리그 3위에 입상하기도 했고, 같은 시기 몇 차례 4위로 리그를 마감해, 꾸준히 유럽대항전에 진출했다.
베나리보는 1998-99 시즌도 화려하게 마무리했다. 파르마는 리그에서 4위에 그쳤지만, 통산 2번째 UEFA컵 우승과 코파 이탈리아 우승을 거두었고, 뒤이어 수페르코파 이탈리아나도 우승해 1995년에 우승하지 못한 대회도 우승했다. 이 시즌은 그가 부동의 주전이었던 마지막 해였는데, 이후 그의 출전 기회는 눈에 띄게 줄어들었다.
1999-2000 시즌, 파르마는 리그를 4위로 마쳤는데, 인테르나치오날레와의 플레이오프전에서 패하며 챔피언스리그 본선행이 좌절되었다. 파르마는 2000-01 시즌에 3년 연속 리그를 4위로 마쳤고, 코파 이탈리아 결승전에 올랐지만, 피오렌티나에 무릎을 꿇었다. 베나리보는 2002년에 자신의 3번째 코파 이탈리아 우승을 거두며 또 다시 우승컵을 수집했다. 베나리보는 2004년을 끝으로 축구화를 벗었다. 그는 에밀리아 연고 구단 소속으로 257번의 세리에 A 경기에 출전해 5골을 기록했고, 구단의 이탈리아 1부 리그 역대 최다 출전의 기록을 세웠다. 은퇴 후, 그는 지도자로 활동했다.

## 국가대표팀 경력
베나리보는 이탈리아 국가대표팀 경기에 23번 출전했는데, 한때 그는 이탈리아 국가대표팀의 주전 우측 수비수였다. 그는 1993년 9월 22일, 아리고 사키 감독의 지도 하에 에스토니아와의 1994년 월드컵 예선전 경기에서 첫 국가대항전 경기를 치렀다. 그는 이탈리아 선수단 일원으로 1994년 월드컵에 참가해 결승전까지 올랐지만, 브라질에 승부차기 끝에 석패했다. 베나리보는 1994년 월드컵 주전 명단에 이름을 올렸는데, 승부차기 끝에 패한 결승전에도 출전했고, 우측과 좌측을 번갈아 맡으면서 전술적 범용성을 마음껏 뽐냈다. 대회 기간에, 그는 나이지리아와의 16강전에서 연장전에 페널티킥을 얻어냈고, 이를 로베르토 바조가 넣으면서 8강에 오를 수 있었다. 베나리보는 1997년까지 국가대표팀에서 활약했는데, 러시아와의 1997년 10월 29일 경기가 마지막 국가대표팀 경기였다.

## 경기 방식
비록 주로 우측을 맡았지만, 베나리보는 양쪽 모두 능히 제역할을 할 수 있었다. 역동적인 공격형 측면 수비수인 그는 골 맛을 많이 보지 못했으나, 공격 본능이 출중했고, 간혹 안쪽 측면 수비수를 맡거나, 치우친 미드필더를 맡아 주력, 체력, 공격 역량, 기술, 공배급 정확도, 그리고 공수 양면 지원력을 극대화하기도 했다. 이 역량으로 1990년대 당시 손꼽히는 정상급 측면 수비수로도 거론되기도 했다.

## 수상
파르마
- 코파 이탈리아: 1991–92, 1998–99, 2001–02
- 수페르코파 이탈리아나: 1999
- 유러피언 컵위너스컵: 1992–93
- UEFA컵: 1994–95, 1998–99
- UEFA 슈퍼컵: 1993

이탈리아
- 월드컵 준우승: 1994[1]